# 마라타 육군
마라타 육군은 17세기 후반부터 19세기 초반까지 인도 아대륙에 존재했던 마라타 제국의 육군이다.

## 역사

### 17세기
마라타 제국의 설립자 시바지는 작지만 효과적인 육상 군대를 양성했다. 더 나은 행정을 위해 시바지는 군 장교에 대한 토지 보조금을 폐지하고 그들의 서비스에 대한 급여 또는 현금 지불 제도를 도입했다. 17세기 동안 마라타 육군은 무굴 제국군에 비해 숫자가 적어 약 10만 명에 불과했다.
시바지는 활동하던 험준한 산악 지형을 고려하여 기병보다 보병에 더 중점을 두었다. 또한 시바지는 북인도 무굴 제국이 지배하는 말 시장에 접근할 수 없었다. 이 시대에 마라타 군대는 보병과 기병 모두의 경량 장비 덕분에 민첩성으로 유명했다. 대포는 주로 언덕 꼭대기에 위치한 마라타 요새에 국한되었는데, 이는 전략적 이점을 제공했으며, 이 요새들은 (충분한 물 공급을 갖추는 등) 포위를 견딜 수 있는 능력을 가지고 있었기 때문이다. 마라타인들은 머스킷, 화승총, 피랑기 검, 곤봉, 활, 창, 단검 등의 무기를 사용했다. 기병은 아랍 말과 지역 말 품종을 교배하여 개발된 빔타디 말을 탔다.

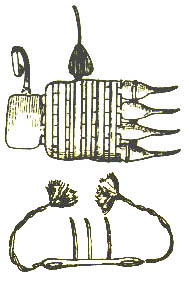
와그나크

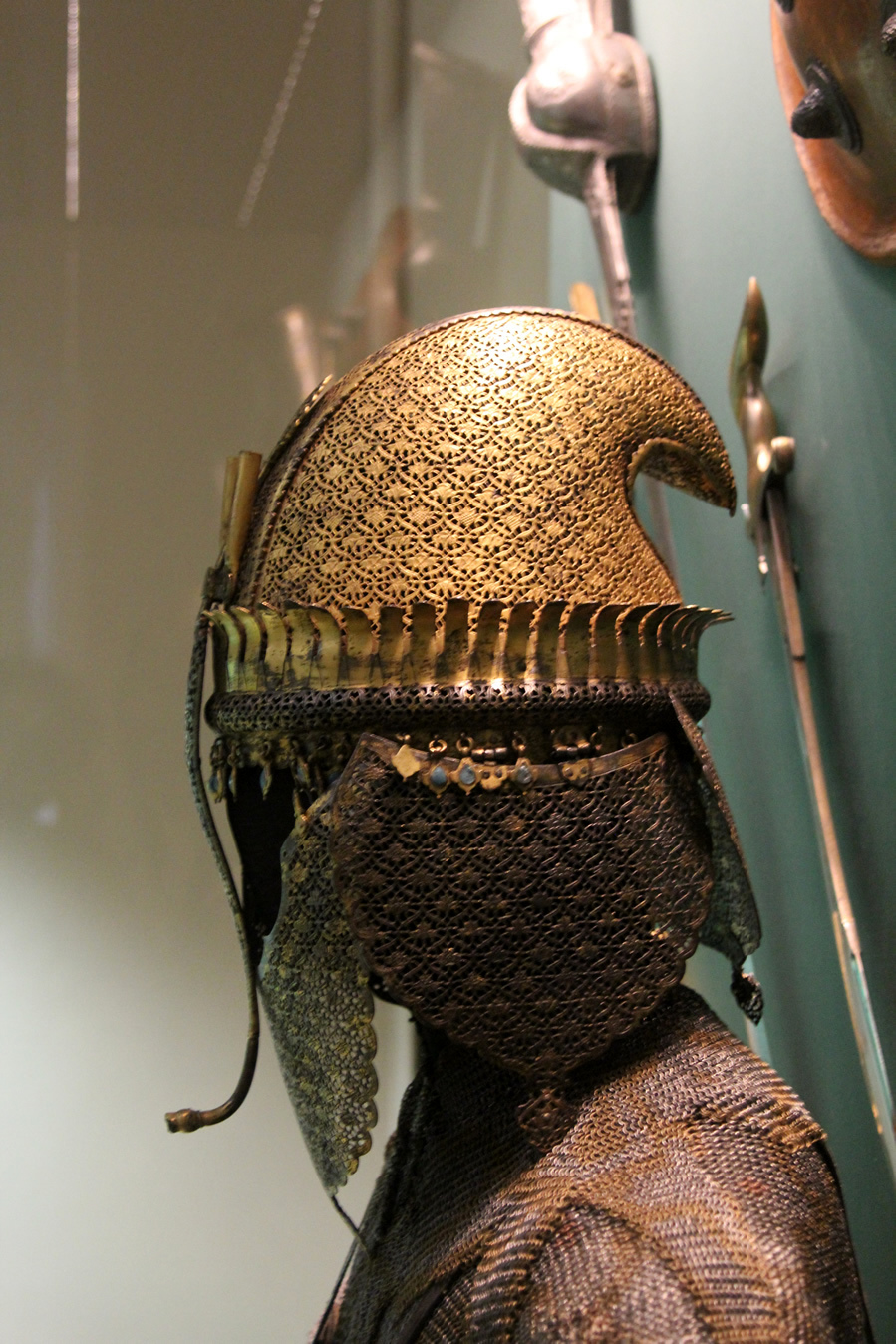
에르미타시 박물관, 상트페테르부르크, 러시아에 있는 마라타 헬멧과 갑옷

시바지 시대의 마라타 육군은 체계적이고 규율이 있었다. 한 가지 예로, 마라타인들은 1664년경 수라트 전투 중에 자신들에게 다가오는 모든 요새들을 체계적으로 제거하는 데 성공했다. 대포에 관해서는 시바지는 무기 제조를 돕기 위해 외국인 (주로 포르투갈인) 용병을 고용했다. 외국인 용병 고용은 마라타 군사 문화에 새로운 것이 아니었다. 시바지는 고아 출신의 숙련된 대포 주조 포르투갈인 기술자들을 고용했다. 마라타인들은 전문가 고용에 중요성을 두었는데, 이는 군대 내 중요한 직책이 총기 제조를 담당하는 장교들에게 주어졌다는 사실로 입증될 수 있다.
육군은 정규군과 용병 모두 머스킷병을 배치했다. 17세기 후반에는 마라타인들이 고아 공격(삼바지 통치 기간) 중 "잘 무장한 머스킷병"을 사용했다는 언급이 있다. 또한 같은 시기에는 마라타인들이 사격술로 유명한 카르나타카 총사들을 사용했다는 언급도 있다.

#### 구조와 계급
아래는 시바지 통치 기간 동안 위대한 마라타 군대의 높은 수준에서의 구조와 계급이었다.
기병은 높은 수준에서 두 가지로 나뉘었다.
- 실레다르: 실레다르는 자신의 말과 장비를 가져왔다. 조직은 달랐지만, 실레다르도 사르노밧(육군 총사령관)에게 집중되었다.
- 바르기르: 국가의 병기고에서 말과 장비를 제공받은 마라타 기병의 최하위 계급(사병) 중 하나[8]

보병은 다음과 같이 구성되었다.
- 헤트카리 총사: 주로 콘칸 지역에서 모집된 콘칸 총사로, 화승총을 소유했으며 명사수로 유명했다.
- 마발레스: 주로 서부 마하라슈트라에서 모집된 보병

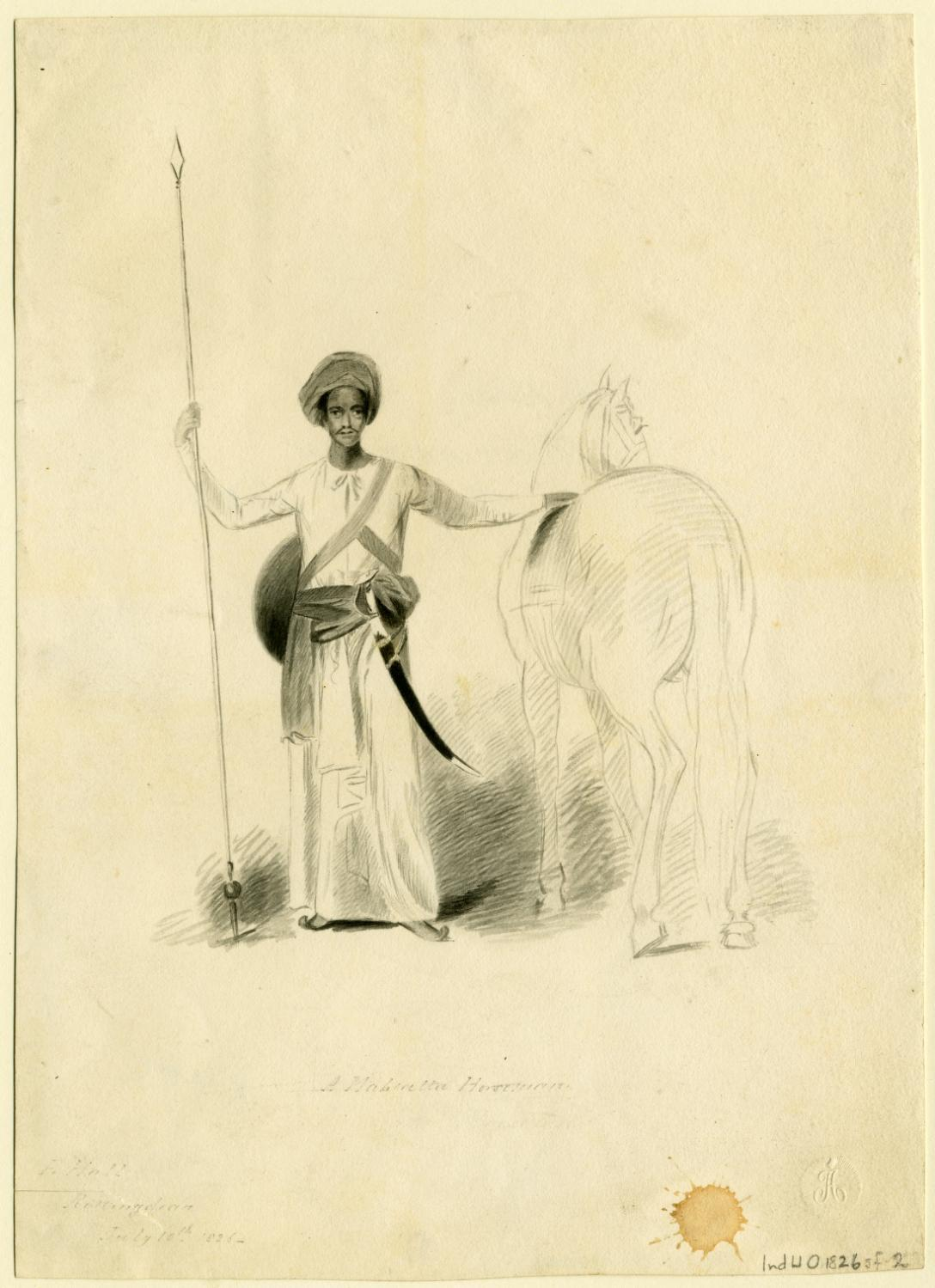
마라타 기병 – 화가 H. 홀의 오리지널 연필 스케치; 창을 들고 군복을 입은 서 있는 인물, 왼손은 말에 얹혀 있음

기병의 계급과 봉급은 다음과 같다. 보병도 비슷한 구조를 가졌다.
- 세나파티 또는 사르노바트(육군 총사령관)(아슈타 프라단의 일부): 연간 4000~5000 혼스
- 판치 하자리: 연간 2000 혼스
- 하자리: 연간 1000 혼스
- 줌레다르: 연간 500 혼스
- 하발다르: 연간 125 혼스
- 바르기르: 연간 9 혼스

보병 계급(최고 선임 계급부터):
- 사르노바트(육군 총사령관)
- 사트(7) 하자리
- 하자리
- 잠다르
- 하발다르
- 나야크(또는 나이크)
- 파에크

#### 27년 전쟁 중
데칸 전쟁(1680–1707) 동안 마라타 국가의 정규군은 해산되었고, 전쟁 지역은 데칸 지역 전체로 확대되었다. 이 기간 동안 마라타군은 유격전 전술을 채택했다. 정규군 외에도 비정규 병사들이 전투에 참여하여 분쟁을 인민 전쟁으로 변화시켰다. 포와르 비스와스 라오, 토랏 딘카르 라오, 아토우레이 삼셰르 바하두르를 포함한 주요 지도자들과 함께 별도의 군대가 창설되었다. 적의 후방 위치를 급습하고 고립된 초소와 보급선을 공격하는 것이 일반적인 전략이 되었다. 이 기간 내내 거의 모든 마을과 도시의 평범한 남녀는 용감한 장군 산타지 고르파데와 다나지 자다브가 이끄는 마라타군에게 은신처와 지원을 제공했다. 이러한 집단적 노력은 무굴 제국과의 투쟁에서 마라타인들의 성공에 크게 기여했다.

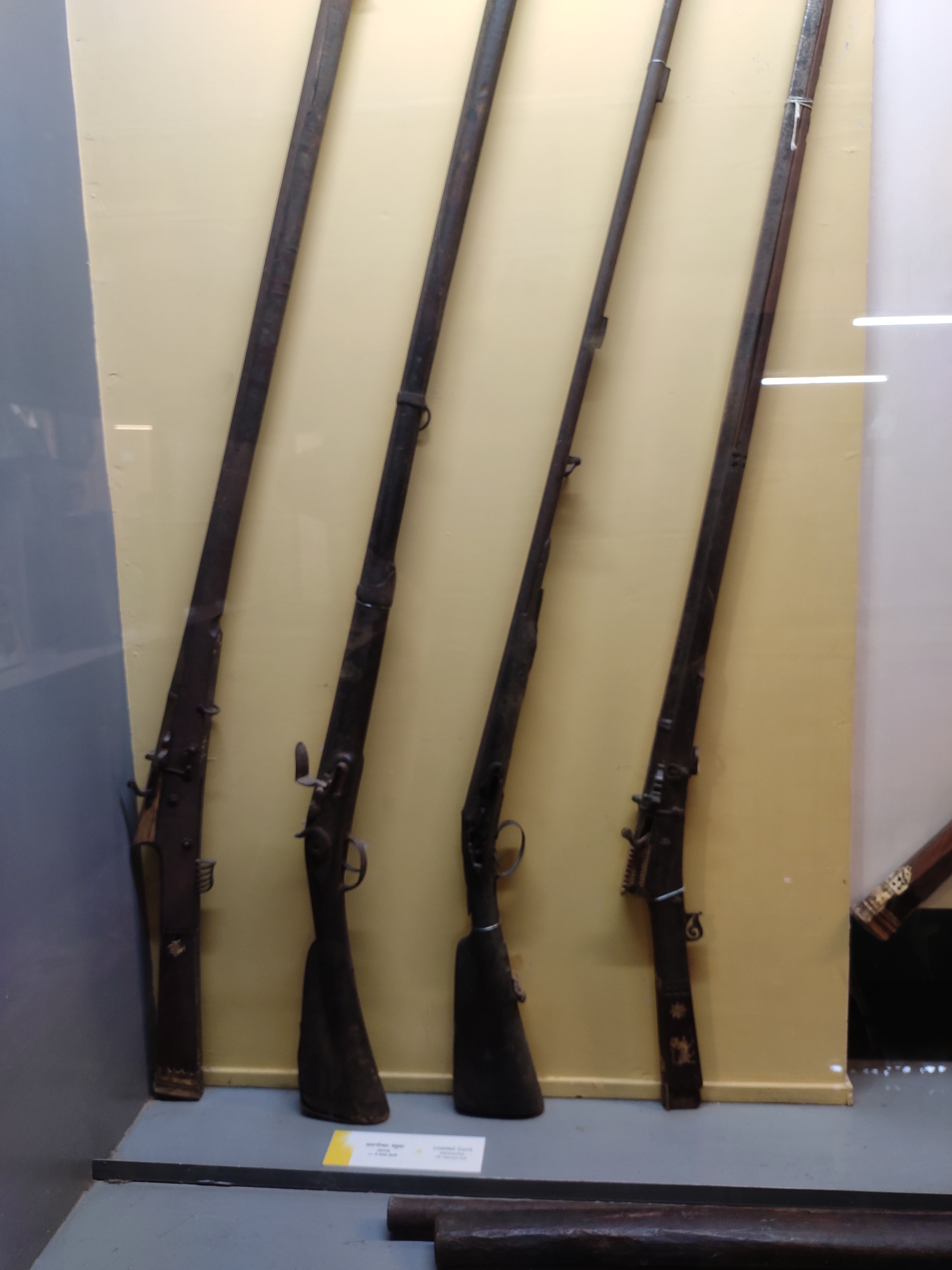
마라타 머스킷총 - 푸네 켈카르 박물관에 전시

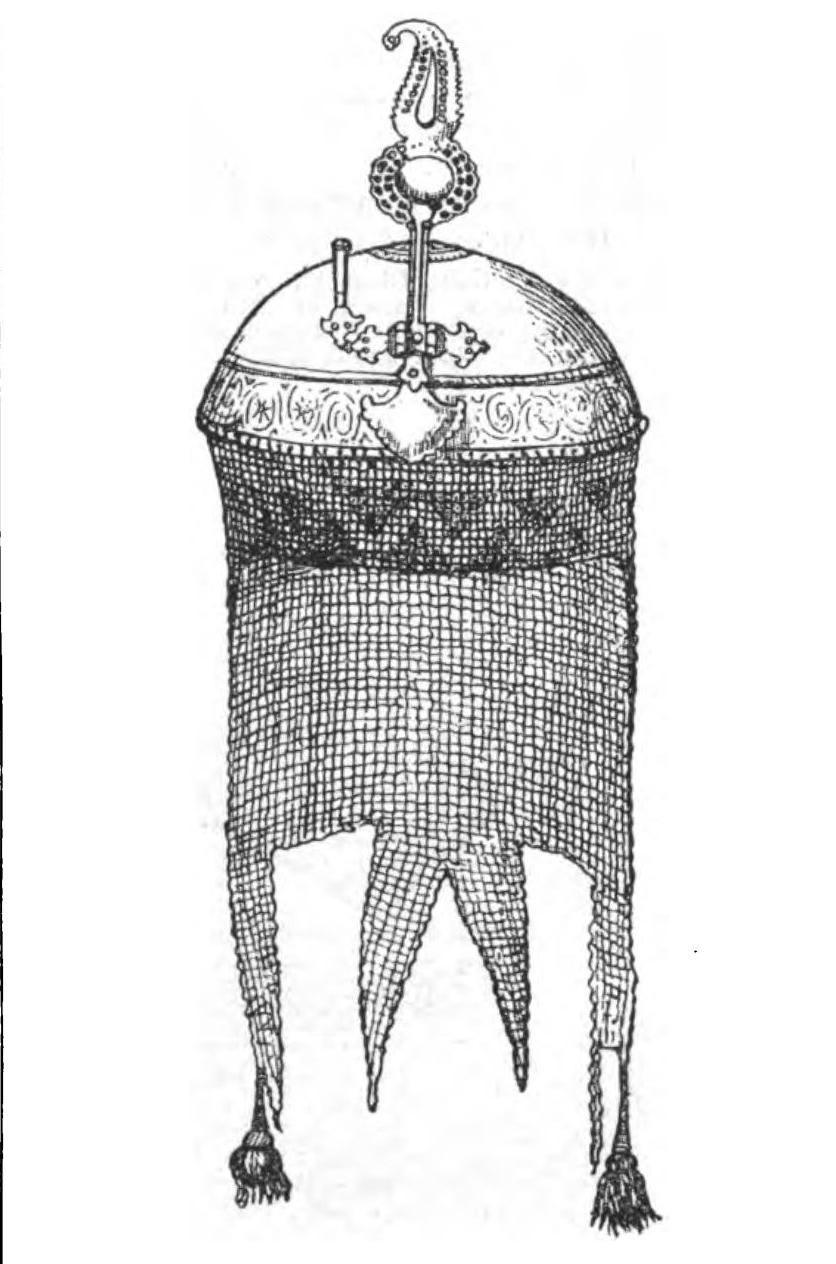
마라타 투구 03

저명한 역사가인 자두나트 사르카르는 자신의 유명한 저서인 인도 군사사에서 27년 전쟁 동안 무굴 제국에 맞서 싸운 뛰어난 전략가인 산타지 고르파데에 대해 다음과 같이 기술하고 있다.

그는 이 예술의 완벽한 달인이었다. 그는 야간 행군과 기습 공격뿐만 아니라 먼 거리를 빠르게 이동하고 넓은 지역에 걸쳐 대규모 부대의 움직임을 파르티아식 전쟁술이라기보다는 유격전술로 정확하고 신속하게 결합할 수 있었는데, 이는 칭기즈 칸과 티무르의 군대 외에 어떤 아시아 군대에서도 믿을 수 없는 일이었다.

### 18세기

#### 1761년 이전
18세기 동안 마라타군은 경기병에 계속 중점을 두었으며, 이는 무굴 제국의 중기병에 비해 더 효과적임이 입증되었다. 1720년 이후, 샤후 1세 통치하의 마라타군은 북인도(무굴 제국의 본거지)에 존재감을 드러내기 시작했으며, 주로 위대한 기병 지도자이자 군사 전략가인 바지라오 1세의 기술 덕분에 수많은 군사적 승리를 거두었다. 바지라오 페쉬와는 소형 및 대형 탄약을 훌륭하게 활용(뛰어난 조화로 사용)하고 질식 전술을 사용했다. 바지라오 1세가 이끄는 마라타인들은 대포를 사용하여 적을 질식시키기 위해 포탄의 장막을 형성했다.

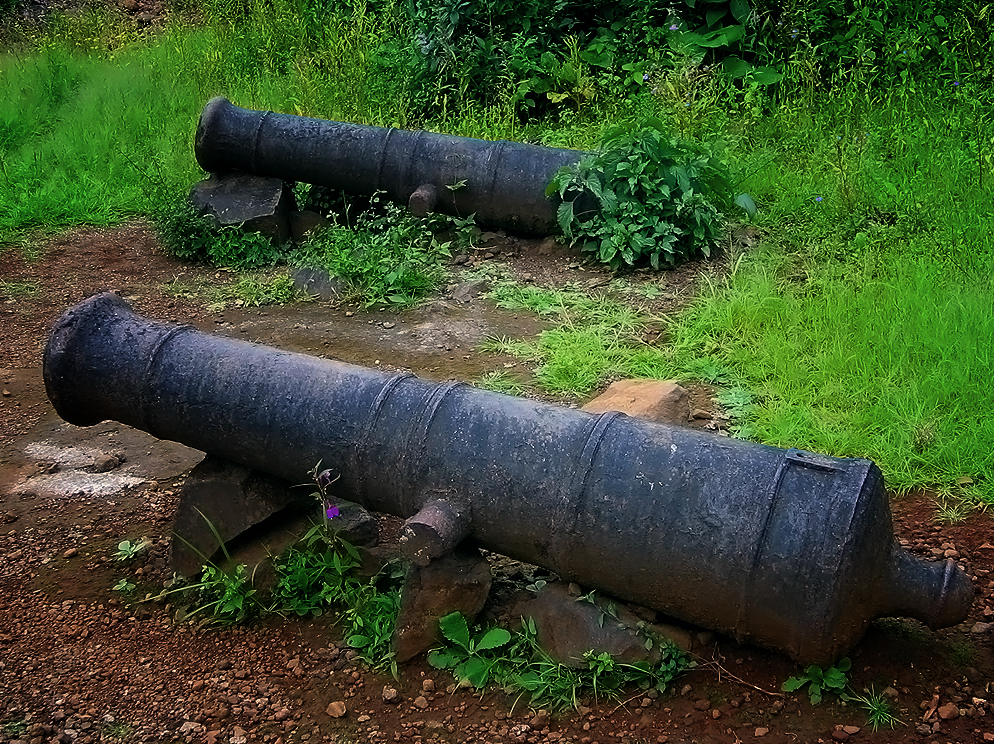
라이가드 힐포트에서 본 마라타 캐넌 (포대)

바지라오 1세 파견군의 특징은 장거리 기병 공격으로, 일반적으로 경량의 민첩한 기병이었다. 샤후 1세 통치 기간 동안 기병 전력은 약 10만 명이었다. 그의 기병은 후주라트 기병이라고 불렸는데, 이는 정예 기병 사단이었다. 또한 바지라오는 남아시아 장교들 휘하의 수발총으로 무장한 정규군으로 구성된 대규모 보병 부대를 사용했다.

#### 1761년 이전의 현대화
1750년대에 마라타인들이 전장에서 프랑스인(하이데라바드 니잠의 동맹국)과 대치했을 때, 그들은 서구식 훈련된 보병의 중요성을 깨달았다. 그리하여 제3차 파니파트 전투(1761년) 이전에도 현대화 과정이 시작되었다. 사다시브라오 바우는 서구식 훈련된 보병을 존경했다. 1750년대경, 마라타인들은 훈련을 위해 프랑스인 장군 부시 카스텔노 후작(니잠 군대에서 복무)의 도움을 고용하려 노력했지만 실패하자 이브라힘 칸 가르디를 고용할 수 있었다. 이브라힘 칸은 부시의 지휘 아래 훈련받은 포병 전문가였다. 가르디라는 단어는 프랑스어 가르드(경비)의 변형으로, 이 가르디는 마라타 보병의 중추를 이루었다. 이브라힘 칸은 마라타 포병을 재편성하는 데 중요한 역할을 했다. 그는 악명 높은 제3차 파니파트 전투에서 마라타인들을 위해 복무했다. 전투 중 약 40,000명의 마라타 육군 병력 중 약 8,000명 또는 9,000명이 포병(가르디 보병)이었다. 그들은 200문의 캐넌(대형 야포와 낙타 또는 코끼리에 탑재된 경량 잠바룩(낙타 탑재 선회포)을 포함)을 보유했으며, 권총도 가지고 있었다.
이 시대에 자료들은 마라타인들이 수발총과 화승총을 모두 사용했으며, 그들의 화승총은 우수한 사거리와 속도를 가진 기술적 이점을 가졌다고 진술한다. 그러나 제3차 파니파트 전투에서 그들은 주로 검과 창만 소지했고, 압달리는 수발총 머스킷을 가진 더 큰 병력을 소유했다.

#### 1761년 이후의 현대화
17세기부터 18세기 중반까지 마라타인들의 대포는 자국민보다는 외국인 포수에 더 의존했다.

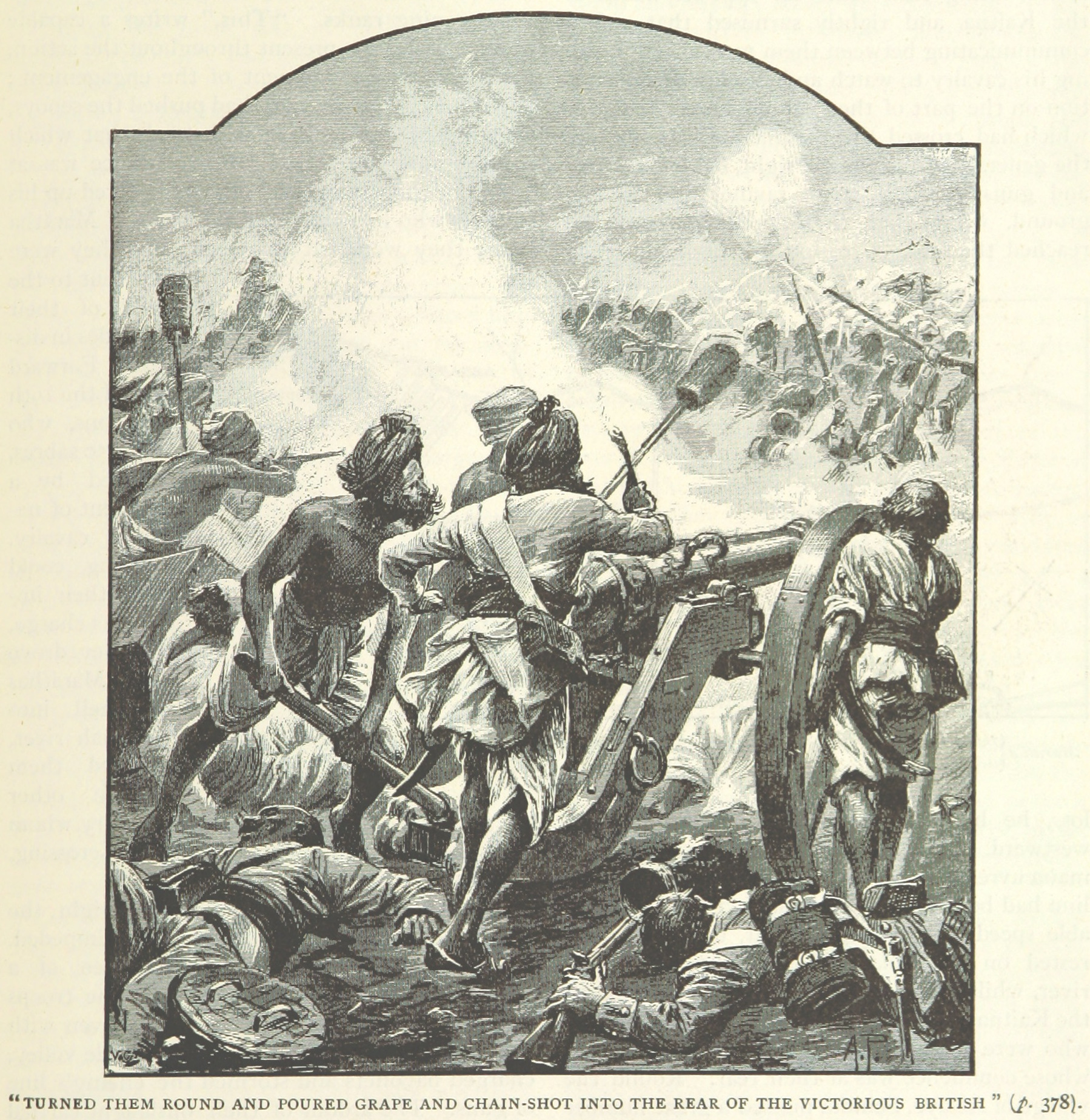
마라타 포병과 화승총병을 묘사한 그림. 이 그림은 아사예 전투를 그린 것이며, 19세기 주요 전투 도해집이라는 책에서 가져왔다.

1761년 이후, 저명한 마라타 장군인 마하다지 신데는 유럽식 포병에 관심을 기울이고 유럽 최고의 군사 학교에서 훈련을 받은 유명한 프랑스인 브누아 드 보인의 도움을 얻었다. 이에 따라 다른 마라타 지도자들, 예를 들어 페슈와, 홀카르, 보살레도 프랑스식 훈련을 받은 포병 대대를 양성했다.
바지라오 2세의 군대에는 핀토스 음모로 정부를 전복하려다 고아에서 탈출한 유명한 고아 귀족 가문의 핀토 형제 호세 안토니오와 프란시스코가 포함되어 있었다.
- 페슈와의 기병대: 페슈와 직속 기병대인 정예 후주라트[16]는 긴 창 대신 화승총으로 무장했다.[17][27]
- 드 보인 휘하의 신데 보병 조직과 무기: 드 보인은 보병을 캄푸스로 편성했다. 한 캄푸스는 10개 보병 대대로 구성되었으며, 수발총과 총검으로 무장한 4000명의 보병을 포함했다. 각 대대는 5문의 총(1문의 곡사포와 4문의 야포)을 보유했으며, 각 대대는 유럽인 포병이 지휘했다. 각 캄푸스는 박격포, 곡사포, 낙타에 탑재된 나팔총 외에 30문의 공성포(16 및 24파운드 포)를 보유했다. 1790년부터 1803년 사이에 5개의 캄푸스가 창설되었다. 포병은 50문의 청동 캐넌(그 중 절반은 대구경 포)을 보유했다.
- 나그푸르의 본슬레는 현대식 군사 훈련을 받은 두 개의 보병 여단을 창설했지만, 유럽인 장교는 없었다.[28]
- 훈련: 또한 훈련에 중점을 두어 보병들은 총기 취급, 포병 훈련, 군사 기동 훈련을 받았다.[29]
- 혁신: 드 보인 휘하에서 여섯 개의 머스킷 총열이 연결된 새로운 무기가 발명되었다.
- 구급대: 또 다른 참신한 점은 부상병(적 병사 포함)에게 도움을 제공하는 구급대가 있었다.
- 구성: 마하드지 신데 휘하에서 라지푸트와 무슬림 보병이 마라타 육군에 편입되었다. 또한 그의 기병들은 기존의 짧은 데칸식 바지 대신 긴 바지 형태의 다른 군복을 입었다.[30]
- 군산 복합체: 또한 1784년, 마하다지 신데는 아그라 근처에 마라타 군대를 위한 군산 복합체를 설립했다. 마라타인들의 군수 공장은 혁신보다는 적응에 더 중점을 둔 정교한 토착 기술을 사용했다. 마하다지 신데는 프랑스인과 포르투갈인의 도움을 받아 인도에서 가장 훌륭한 군대 중 하나를 만들었고, 이 군대에는 약 27,000명에 달하는 데칸 무적 여단으로 알려진 여단도 포함되었다.[31]
- 드 보인의 후계자인 신데 영토의 마라타 장군 피에르 퀴예 페롱의 지휘 아래 6파운드 야포가 도입되었다는 언급이 있다. 이 6파운드 포는 기존의 경량 3파운드 포를 단계적으로 폐지한 후에 도입되었다.[32]
- 1777년경 포병을 서구화하려는 시도에서, 포르투갈 장교 나론하가 페쉬와의 포병대를 지휘했으며, 그 휘하에 여러 유럽인 포병들이 있었다는 언급이 있다.[33] 1790년경, 페쉬와의 군대는 40파운드 포를 주조하기 위해 포르투갈 장교를 고용했다.

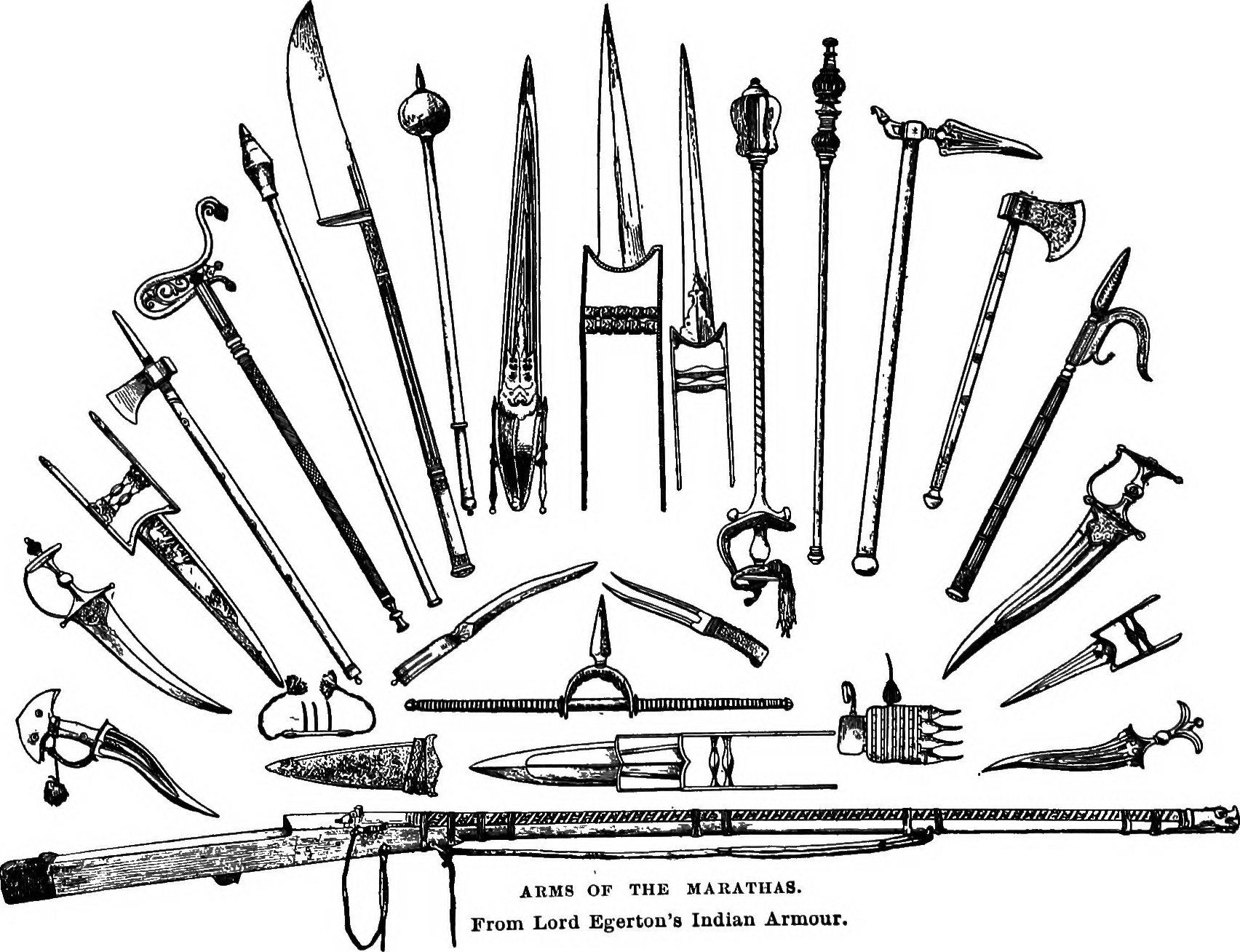
마라타의 무기들

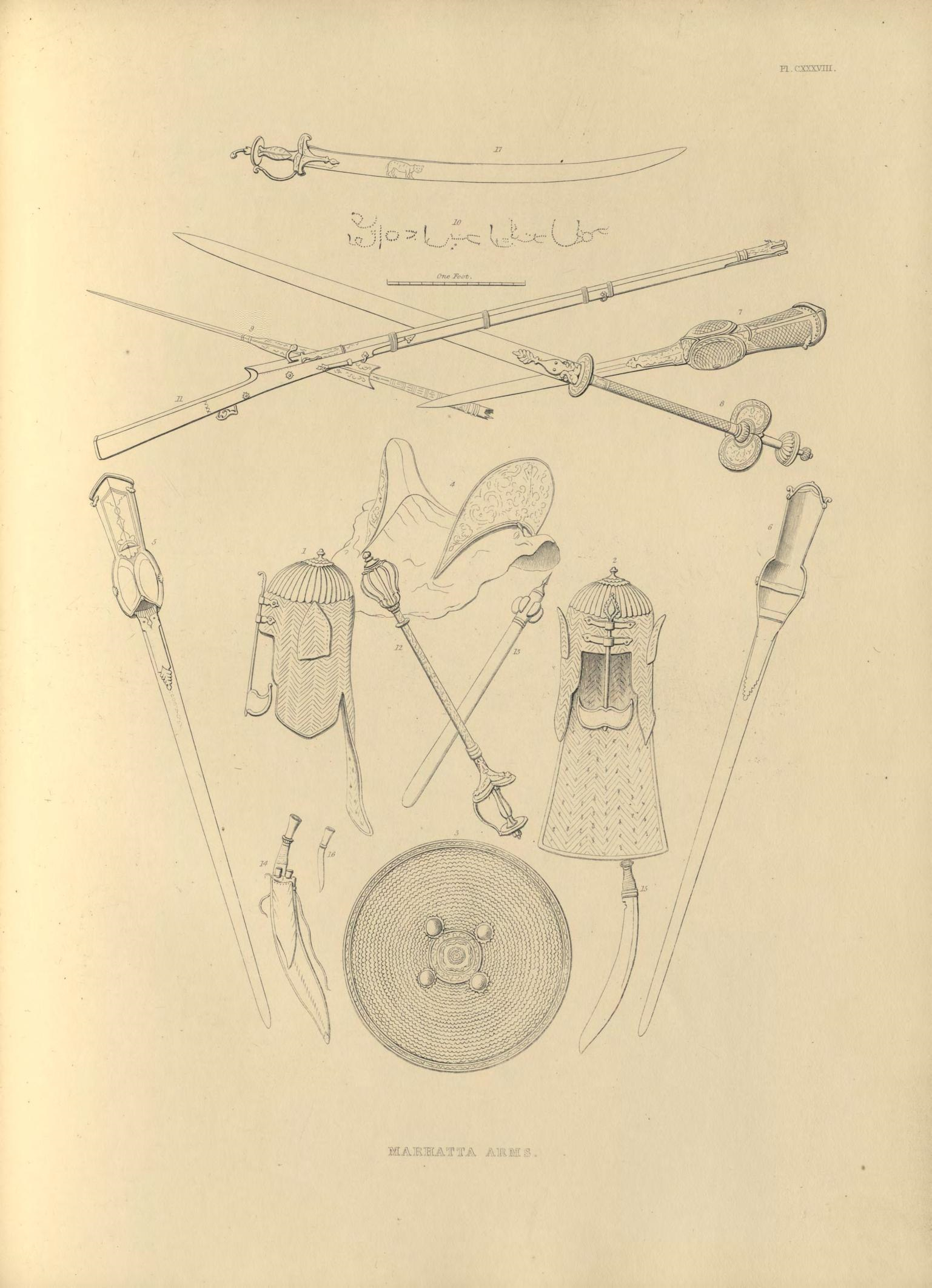
마라타 무기들

"하지만 여기서 주목할 점은 1761년 이후에야 마라타 군대가 규율을 갖추게 되었다고 결론 내리는 것은 사실이 아니라는 것이다. 마라타인들은 규율과 훈련된 마하라슈트라 보병의 중요성을 잘 알고 있었으며, 이는 힌두 고전 시대에도 존재했다. 마라타인들은 16세기부터 '스페인 사각형'과 같은 개념을 가진 포르투갈 보병 모델을 알고 있었다."
18세기 후반과 19세기 초반, 프랑스식 훈련을 받은 포병과 보병 덕분에 마라타인들은 북인도에서 잃었던 영토를 되찾을 수 있었지만, 결국 영국 동인도 회사의 우월한 포병에 필적할 수 없었고, 이는 다른 여러 이유와 함께 제3차 영국-마라타 전쟁에서 마라타인들의 패배와 쇠퇴로 이어졌다.

#### 핀다리 용병대

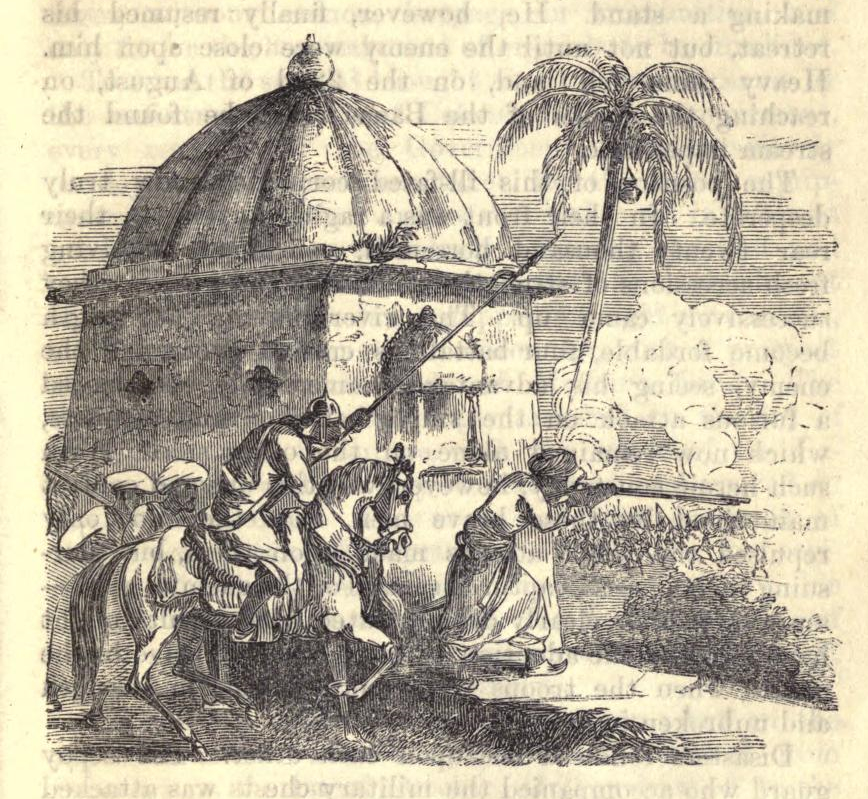
몬순의 퇴각하는 병력을 괴롭히는 홀카르 군대

핀다리는 용병 기병대로, 주된 역할은 대가로 약탈하는 것이었다. 핀다리는 무슬림과 힌두교인 모두로 구성되었다. 그들은 괄리오르의 신데, 인도르의 홀카르, 나그푸르의 보살레와 같은 마라타 추장들(마하라자)로부터 암묵적인 지지를 받았다. 이 무법자들은 마라타 군대의 작전에 동행하며 약탈과 대가를 받는 대가로 전쟁에서 승리하는 데 도움을 주었다. 그들은 제3차 파니파트 전투와 거의 모든 영국-마라타 전쟁에서 마라타 육군의 일부였다.

1817년 12월 16일 뱅갈 제6연대와 마드라스 경기병 제6연대의 마지막 돌격

#### 바르기 용병대

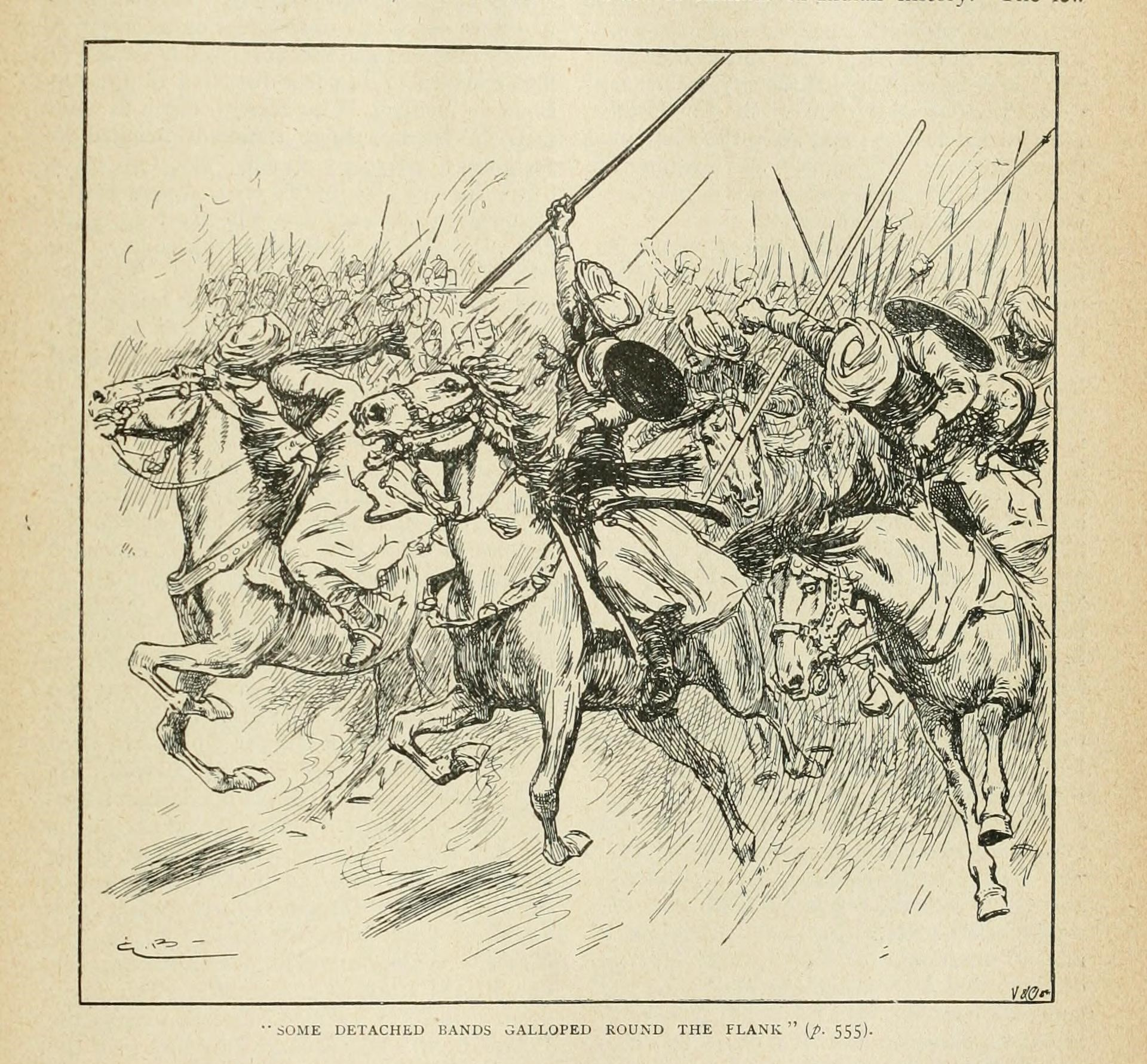
1817년 키르키의 마라타 기병

나그푸르 보살레는 수천 명의 바르기 부대를 고용하여 벵골 수바를 침략했다. 침략은 10년 동안 매년 계속되었고, 결국 벵골의 나와브, 유럽 상인, 현지인들은 전쟁으로부터 자신들을 보호하기 위해 마라타 해자를 건설했다.

### 기념 행사
2025년에 12개의 요새로 이루어진 인도의 마라타 군사 경관은 유네스코에 의해 문화 세계유산으로 등재되었다. 이 요새들은 마라타 통치의 군사적 기량을 보여준다.

## 같이 보기
- 마라타 제국
- 마라타 해군
- 인도의 역사
- 인도의 군사사
- 핀다리
- 바르기